# 지보단
지보단 S.A.(Givaudan S.A.)는 스위스의 다국적 향미, 향수 및 활성 화장품 원료 제조사이다. 2008년 기준으로, 향미 (맛) 및 향수 산업에서 세계에서 가장 큰 회사였다.

## 개요
이 회사의 향수와 향미는 식음료 제조업체를 위해 개발되었으며, 가정용품, 미용 및 개인 관리 제품, 향수에도 사용된다.
이 회사는 두 가지 사업 분야를 가지고 있다:
- 맛 & 웰빙은 식품 산업(짭짤한 맛, 유제품, 과자 및 음료)을 위한 향미, 맛, 기능성 및 영양 솔루션을 제공한다.

- 향수 & 뷰티는 향수를 만들고 개인 관리, 세탁용품, 위생, 가정용품, 고급 향수 및 미용을 위한 뷰티 및 웰빙 솔루션을 개발한다.

지보단의 향미와 향수는 일반적으로 주문 제작되며 비밀 유지 계약 하에 판매된다. 지보단은 살아있는 식물에서 냄새의 화학적 구성을 포착하는 기술인 ScentTrek을 사용한다. 이 회사는 유럽, 아프리카 및 중동, 북미, 라틴 아메리카 및 아시아 태평양에 지점을 두고 있다. 2024년 지보단은 74억 CHF의 매출을 기록했다. 시가총액 기준으로 스위스에서 30번째로 큰 상장 회사 중 하나이다. 2021년 지보단은 FoodTalks의 글로벌 Top 50 식품 향미 및 향수 회사 목록에서 1위를 차지했다.
2024년, 스위스 그룹은 향수 제품에 대한 지역 수요 증가를 지원하기 위해 전자상거래 업체 TMall과 파트너십을 발표했다.
이 회사의 목표인 '자연에 대한 사랑으로 더 행복하고 건강한 삶을 위한 창조. 함께 상상하자'는 창조, 자연, 사람, 공동체의 네 가지 영역에 중점을 둔다. 회사의 목표에는 2030년까지 더 행복하고 건강한 삶에 기여하는 창조를 통해 사업을 두 배로 늘리고, 2050년 이전에 기후 긍정적인 기업이 되며, 2025년 이전에 포괄적인 선도적인 고용주가 되고, 2030년까지 환경과 사람을 보호하는 방식으로 모든 재료와 서비스를 조달하는 것이 포함된다. 지보단의 목표 영역은 2025년 전략 및 목표와 일치한다.
지보단은 유럽 향미 협회의 회원이다. 주요 경쟁사는 피르메니히, 인터내셔널 플레이버 앤 프래그런시스 및 심라이즈이다.

## 역사
1768년 그라스에 뿌리를 둔 이래 2021년 커스텀 에센스 인수에 이르기까지 지보단은 역사적인 발명 및 인수 정책을 추구해 왔다. 이 회사는 1895년 프랑스 리옹에서 레옹과 자비에 지보단에 의해 향수 회사로 설립되었다. 1898년 지보단은 제네바로 이전하여 베르니에르에 공장을 건설했다. 1946년 지보단은 향수 학교를 설립하여 세계 조향사 중 3분의 1을 훈련시켰다. 1948년 이 회사는 에르솔코 SA를 인수하여 지보단을 향미 산업에도 진출시켰다. 1963년 지보단은 호프만 라 로슈에 인수되었고, 1964년 로슈는 지보단의 경쟁사 중 하나인 루르를 인수했다. 루르는 1820년 프랑스 그라스에서 설립되었다. 1937년 루르는 스키아파렐리를 위해 첫 번째 디자이너 향수: 쇼킹을 만들었다. 지보단의 원래 미국 향수 본사는 뉴저지주 티넥에 있었으며, 1972년 트럼프 타워의 건축가인 데르 스컷의 디자인으로 지어졌다. 이 회사는 나중에 이스트 해노버로 이전했다.

### 지보단-루르
1991년 지보단과 루르가 합병하여 지보단-루르를 형성했다. 또한 1991년, 이 회사는 프리츠슈, 닷지 앤 올콧을 인수했다. 1997년 지보단-루르는 오하이오주 신시내티에 본사를 둔 또 다른 향미 회사인 테이스트메이커를 인수했다. 이 합병으로 지보단은 세계 최대의 향미 회사가 되었다. 2000년 지보단-루르는 로슈에서 분사하여 지보단으로 스위스 증권거래소에 상장되었고(코드 GIVN.VX) SMI, SLI 및 SPI의 일부가 되었다.

### 2000년대
2002년 지보단은 네슬레의 향미 사업부인 FIS를 인수했으며, 이에 대해 네슬레는 회사 지분 10%를 받았다. 다음 해, 지보단은 치즈 향미 회사인 IBF를 인수했다. 2004년 이 회사는 1990년대부터 진출해 있던 중국에서 사업을 확장했다.
2006년 11월 22일, 지보단은 2007년 1분기까지 퀘스트 인터내셔널의 인수를 완료할 것이라고 발표했다. 2007년 2월 21일, EU는 지보단과 퀘스트의 합병을 승인하여, 미국 당국이 이달 초 합병을 승인한 후 최종 규제 장애물을 제거했다. 합병 거래는 2007년 3월 2일에 완료되었다. 이 인수는 지보단을 고급 향수와 소비자 제품 모두에서 글로벌 리더로 만들었다. 이미 향미 분야에서 글로벌 리더였으며 퀘스트 인터내셔널 인수로 그들의 입지를 강화했다. 퀘스트 인수로 지보단의 매출은 2006년 2,909백만 스위스 프랑에서 2007년 4,132백만 스위스 프랑으로 42% 증가했다.
2013년 네슬레는 지보단 지분을 13억 달러에 매각했다. 2014년까지 이 회사는 약 46억 달러의 수익을 올렸다. 그 해, 이 회사는 퀘스트 이후 첫 인수로 솔리앙스를 인수했다. 지보단은 또한 TasteSolutions Richness 향미 라인을 출시했다. 또한 지보단 재단을 설립하고, 혁신적인 천연물 프로그램이라는 이름으로 패출리 및 기타 재배자 수집 네트워크와 협력하여 지속 가능한 개발 관행을 수립하는 프로그램을 운영하고 있다.
2014년 이후 지보단은 네이쳐엑스, AMSilk의 화장품 사업, 알베르 비엘, 프래그런스 오일, 골든 프로그 등 약 20개의 회사를 인수했다.
2021년 지보단은 켄터키주 루이빌에 위치한 염료 및 착색제 제조업체인 D.D. 윌리엄슨을 인수했다.
2022년 지보단, 기계 공학 회사인 뷔러, 그리고 미그로는 켐프탈에 컬처드 푸드 혁신 허브를 개설하기를 원했다. 그곳에서는 또한 배양육에 대한 연구도 수행될 예정이었다.
2023년 3월 7일, 지보단은 유럽 및 스위스 당국의 업계 전반에 걸친 조사의 대상임을 확인했다. 조사관들은 향수 및 향수 성분 공급에서 가능한 카르텔을 조사하고 있었다. 기업들은 EU 독점 금지 규정을 위반할 경우 전 세계 매출의 최대 10%에 해당하는 벌금을 물 수 있다.

## 지보단과 환경
1976년 7월 10일, 이탈리아 최악의 환경 재앙인 세베소 참사로 유독 구름이 대기 중으로 방출되었다. 이탈리아 최고 법원은 주민들에게 불안에 대한 정신적 피해 보상을 명령했다. ICMESA의 모회사인 지보단은 사고로 인해 신체적 상해를 입은 사람들에게 정화 비용과 보상금으로 1억 390만 유로(9030만 달러)를 지불했다.
2024년 11월, 켄터키주 루이빌의 지보단 센스 컬러(구 D.D. 윌리엄슨)에서 폭발이 발생했다. 이 폭발로 노동자 2명이 사망하고 12명이 부상을 입었다.